# Hutte
Die Hutte ist ein etwa sechs Kilometer langer rechter und nordöstlicher Zufluss der Mosel im Département Vosges.

## Verlauf
Die Hutte entspringt in den Vogesen auf einer Höhe von etwa 945 m am Südhang der Faigne des Minons. Der Bach fließt in südwestlicher Richtung durch ein enges bewaldetes Tal. Auf seinen Weg nach dem Weiler Le Hutte, wo sich das Tal merklich weitet, wird er von mehreren Hangbächen gespeist.  Er passiert dann die Weiler Les Corodies und Champé mündet schließlich in Bussang auf einer Höhe von etwa 600 m  in die Mosel.